# Cornelis Witthoefft
Cornelis Witthoefft (Hamburgo, 1964) ha trabajado como director y profesor vocal en los más ilustres teatros de ópera europeos como la Ópera de la Bastilla de París, la Ópera flamenca de Antwerp de Amberes, el Teatro di San Carlo de Nápoles, el Teatro Massimo de Palermo, el Festival de Salzburgo, así como el Nuevo Teatro nacional de Tokio. 
Cornelis Witthoefft ha actuado en público como pianista de solos, músico de cámara y acompañante -disponiendo de un repertorio en recitales de unas cincuenta canciones- en Europa y fuera de ella incluyendo países como Japón, donde también ha impartido clases magistrales sobre Lied alemán. 
En 2004 Witthoefft fue nombrado Profesor de Lied en la Musikhochschule de Stuttgart.